# Мерей (Таскалинський район)
Мере́й (каз. Мерей) — село у складі Таскалинського району Західноказахстанської області Казахстану. Адміністративний центр Мерейського сільського округу.
У радянські часи село називалось Логашкіно.
Населення — 929 осіб (2021; 864 у 2009, 936 у 1999, 933 у 1989).